# Vansbro
Vansbro è una cittadina della Svezia centrale, capoluogo del comune omonimo, nella contea di Dalarna; nel 2005 aveva una popolazione di 2 030 abitanti, su un'area di 3,32 km².